# Assemblea General de la Unió Matemàtica Internacional del 2022
L'Assemblea General de la Unió Matemàtica Internacional del 2022 es va celebrar entre el 3 de juliol i el 4 de juliol del 2022, a Hèlsinki, Finlàndia, (abans del Congrés Internacional de Matemàtics de 2022, coincidint per primera vegada amb el lliurament de premis de la Unió Matemàtica Internacional) a causa de la decisió de la Unió Matemàtica Internacional del 2022.

## Decisions
Durant aquesta assemblea es va decidir que els Estats Units organitzarien el Congrés Internacional de Matemàtics de 2026, el guanyadors dels Premis de la Unió Matemàtica Internacional, i va començar al Congrés Internacional de Matemàtics de 2022.

## Eleccions
L'Assemblea General de la Unió Matemàtica Internacional, va escollir:
Hiraku Nakajima, de la Universitat de Tòquio, president de la Unió Matemàtica Internacional, Christoph Sorger, de la Universitat de Nantes, secretari general de la Unió Matemàtica Internacional, Ulrike Tillmann, Universitat d'Oxford i Tatiana Toro, Universitat de Washington, vicepresidentas, a més, Ludovic Rifford, Université Côte d'Azur, va ser escollit secretari de Política de la Comissió per als Països en Desenvolupament.